# Gediz (Kütahya)
Gediz ist eine Stadt und Hauptort des gleichnamigen Landkreis der türkischen Provinz Kütahya. Die Stadt liegt etwa 70 Kilometer südwestlich der Provinzhauptstadt Kütahya.
Der Landkreis liegt im Süden der Provinz. Er grenzt im Westen an den Kreis Şaphane, im Nordwesten an die Kreise Simav und Hisarcık, im Norden an den Kreis Emet, im Nordosten an den Kreis Çavdarhisar, im Osten an die Kreise Aslanapa und Altıntaş und im Süden an die Provinz Uşak. Die Kreisstadt liegt an der Fernstraße D 240, die von Bergama an der Ägäisküste bis Kütahya führt. Im Norden des Kreises liegt ein Teil des Bergzugs Şaphane Dağı. Im Osten des Landkreises am Murat Dağı entspringt der gleichnamige Fluss Gediz, der antike Hermos, der im Westen nördlich von Izmir in die Ägäis mündet.
1970 ereignete sich in der Region ein Erdbeben, bei dem die Stadt vollständig zerstört und anschließend neu aufgebaut wurde.
Der Kreis (bzw. Kaza als Vorgänger) bestand schon bei Gründung der Türkischen Republik (1923) und konnte zur ersten Volkszählung 1927 auf eine Einwohnerschaft von 37.935 Einwohnern (in 87 Ortschaften auf 1890 km² Fläche) verweisen, der Verwaltungssitz Kédiz (damalige an das französisch angelehnte Schreibweise) brachte 5772 Einwohner auf die Waage.
Der Kreis besteht neben der Kreisstadt aus drei weiteren Gemeinden (Belediye): Eskigediz (3047), Gökler (2183) und Yenikent (2408 Einw.) sowie 57 Dörfern (Köy) mit durchschnittlich 307 Bewohnern. Erdoğmuş (1440), Fırdan (1280), Altınkent (978), Üzümlü (976) und Gümele (936 Einw.) sind die größten Dörfer, sie waren zuvor Belediye und verloren 2013 diesen Status. Ebenfalls 2013 wurden diese sechs Belediye zu Köy heruntergestuft: Akçaalan, Cebrail, Gürlek, Kayaköy, Yeşilçay und Yunuslar.